# Bilan saison par saison des Patriots de la Nouvelle-Angleterre
La présente page détaille le bilan saison par saison des Patriots de la Nouvelle-Angleterre au sein de la NFL.
Les Patriots de la Nouvelle-Angleterre est un club de football américain basé à Boston, dans l'État du Massachusetts. Ils évoluent actuellement en National Football League.
La première saison des Patriots de la Nouvelle-Angleterre date de la saison 1959-1960.

## Bilan saison par saison
| Saison                             | Vic.                                        | Déf.                                        | Nuls                                        | Classement                                                          | série éliminatoire |
| ---------------------------------- | ------------------------------------------- | ------------------------------------------- | ------------------------------------------- | ------------------------------------------------------------------- | --- |
| Patriots de Boston                 |                                             |                                             |                                             |                                                                     | |
| 1960                               | 5                                           | 9                                           | 0                                           | 4e AFL East                                                         | -- |
| 1961                               | 9                                           | 4                                           | 1                                           | 2e AFL East                                                         | -- |
| 1962                               | 9                                           | 4                                           | 1                                           | 2e AFL East                                                         | -- |
| 1963                               | 7                                           | 6                                           | 1                                           | 1er AFL East                                                        | Victoire en tour de division (@ Bills de Buffalo) 26–8 Défaite en finale AFL (Chargers de San Diego) 51-10 |
| 1964                               | 10                                          | 3                                           | 1                                           | 2e AFL East                                                         | -- |
| 1965                               | 4                                           | 8                                           | 2                                           | 3e AFL East                                                         | -- |
| 1966                               | 8                                           | 4                                           | 2                                           | 2e AFL East                                                         | -- |
| 1967                               | 3                                           | 10                                          | 1                                           | 5e AFL East                                                         | -- |
| 1968                               | 4                                           | 10                                          | 0                                           | 4e AFL East                                                         | -- |
| 1969                               | 4                                           | 10                                          | 0                                           | 3e AFL East                                                         | -- |
| Incorporé à la NFL                 |                                             |                                             |                                             |                                                                     | |
| 1970                               | 2                                           | 12                                          | 0                                           | 5e AFC East                                                         | -- |
| Patriots de la Nouvelle-Angleterre |                                             |                                             |                                             |                                                                     | |
| 1971                               | 6                                           | 8                                           | 0                                           | 3e AFC East                                                         | -- |
| 1972                               | 3                                           | 11                                          | 0                                           | 5e AFC East                                                         | -- |
| 1973                               | 5                                           | 9                                           | 0                                           | 3e AFC East                                                         | -- |
| 1974                               | 7                                           | 7                                           | 0                                           | 3e AFC East                                                         | -- |
| 1975                               | 3                                           | 11                                          | 0                                           | 4e AFC East                                                         | -- |
| 1976                               | 11                                          | 3                                           | 0                                           | 2e AFC East                                                         | Défaite en tour de division (@ Raiders d'Oakland) 24-21 |
| 1977                               | 9                                           | 5                                           | 0                                           | 3e AFC East                                                         | -- |
| 1978                               | 11                                          | 5                                           | 0                                           | 1er AFC East                                                        | Défaite en tour de division (Oilers de Houston) 31-14 |
| 1979                               | 9                                           | 7                                           | 0                                           | 2e AFC East                                                         | -- |
| 1980                               | 10                                          | 6                                           | 0                                           | 2e AFC East                                                         | -- |
| 1981                               | 2                                           | 12                                          | 0                                           | 5e AFC East                                                         | -- |
| 1982                               | 5                                           | 4                                           | 0                                           | 7e AFC Conf.                                                        | Défaite au premier tour de la série éliminatoire (@ Dolphins de Miami) 28-13 |
| 1983                               | 8                                           | 8                                           | 0                                           | 2e AFC East                                                         | -- |
| 1984                               | 9                                           | 7                                           | 0                                           | 2e AFC East                                                         | -- |
| 1985                               | 11                                          | 5                                           | 0                                           | 3e AFC East                                                         | Victoire en tour de wild card (@ Jets de New York) 26–14 Victoire en tour de division (@ Raiders d'Oakland) 27–20 Victoire en finale de conférence AFC (@ Dolphins de Miami) 31–14 Défaite au Super Bowl XX (Bears de Chicago) 46-10 |
| 1986                               | 11                                          | 5                                           | 0                                           | 1er AFC East                                                        | Défaite en tour de division (@ Broncos de Denver) 22-17 |
| 1987                               | 8                                           | 7                                           | 0                                           | 2e AFC East                                                         | -- |
| 1988                               | 9                                           | 7                                           | 0                                           | 3e AFC East                                                         | -- |
| 1989                               | 5                                           | 11                                          | 0                                           | 4e AFC East                                                         | -- |
| 1990                               | 1                                           | 15                                          | 0                                           | 5e AFC East                                                         | -- |
| 1991                               | 6                                           | 10                                          | 0                                           | 4e AFC East                                                         | -- |
| 1992                               | 2                                           | 14                                          | 0                                           | 5e AFC East                                                         | -- |
| 1993                               | 5                                           | 11                                          | 0                                           | 4e AFC East                                                         | -- |
| 1994                               | 10                                          | 6                                           | 0                                           | 2e AFC East                                                         | Défaite en tour de wild card (@ Browns de Cleveland) 13-20 |
| 1995                               | 6                                           | 10                                          | 0                                           | 4e AFC East                                                         | -- |
| 1996                               | 11                                          | 5                                           | 0                                           | 1er AFC East                                                        | Victoire en tour de division (Steelers de Pittsburgh) 28–3 Victoire en finale de conférence AFC (Jaguars de Jacksonville) 20–6 Défaite au Super Bowl XXXI (Packers de Green Bay) 21-35                                               |
| 1997                               | 10                                          | 6                                           | 0                                           | 1er AFC East                                                        | Victoire en tour de wild card (Dolphins de Miami) 17–3 Défaite en tour de division (@ Steelers de Pittsburgh) 6-7 |
| 1998                               | 9                                           | 7                                           | 0                                           | 4e AFC East                                                         | Défaite en tour de wild card (@ Jaguars de Jacksonville) 25-10 |
| 1999                               | 8                                           | 8                                           | 0                                           | 5e AFC East                                                         | -- |
| 2000                               | 5                                           | 11                                          | 0                                           | 5e AFC East                                                         | -- |
| 2001                               | 11                                          | 5                                           | 0                                           | 1er AFC East                                                        | Victoire en tour de division (Raiders d'Oakland) 16–13 (OT) Victoire en finale de conférence AFC (@ Steelers de Pittsburgh) 24–17 Victoire au Super Bowl XXXVI (Rams de Saint-Louis) 20-17                                           |
| 2002                               | 9                                           | 7                                           | 0                                           | 2e AFC East                                                         | -- |
| 2003                               | 14                                          | 2                                           | 0                                           | 1er AFC East                                                        | Victoire en tour de division (Titans du Tennessee) 17–14 Victoire en finale de conférence AFC (Colts d'Indianapolis) 24–14 Victoire au Super Bowl XXXVIII (Panthers de la Caroline) 32-29                                            |
| 2004                               | 14                                          | 2                                           | 0                                           | 1er AFC East                                                        | Victoire en tour de division (Colts d'Indianapolis) 20–3 Victoire en finale de conférence AFC (@ Steelers de Pittsburgh) 41–27 Victoire au Super Bowl XXXIX (Eagles de Philadelphie) 24-21                                           |
| 2005                               | 10                                          | 6                                           | 0                                           | 1er AFC East                                                        | Victoire en tour de wild card (Jaguars de Jacksonville) 28–3 Défaite en tour de division (Broncos de Denver) 13-27 |
| 2006                               | 12                                          | 4                                           | 0                                           | 1er AFC East                                                        | Victoire en tour de wild card (Jets de New York) 37–16 Victoire en tour de division (@ Chargers de Los Angeles) 24–21 Défaite en finale de conférence AFC (@ Colts d'Indianapolis) 34-38                                             |
| 2007                               | 16                                          | 0                                           | 0                                           | 1er AFC East                                                        | Victoire en tour de division (Jaguars de Jacksonville) 31–20 Victoire en finale de conférence AFC (Chargers de Los Angeles) 21–12 Défaite au Super Bowl XLII (Giants de New York) 14-17                                              |
| 2008                               | 11                                          | 5                                           | 0                                           | 2e AFC East                                                         | -- |
| 2009                               | 10                                          | 6                                           | 0                                           | 1er AFC East                                                        | Défaite en tour de wild card (Ravens de Baltimore) 14-33 |
| 2010                               | 14                                          | 2                                           | 0                                           | 1er AFC East                                                        | Défaite en tour de division (Jets de New York) 21-28 |
| 2011                               | 13                                          | 3                                           | 0                                           | 1er AFC East                                                        | Victoire en tour de division (Broncos de Denver) 45–10 Victoire en finale de conférence AFC (Ravens de Baltimore) 23–20 Défaite au Super Bowl XLVI (Giants de New York) 21-17                                                        |
| 2012                               | 12                                          | 4                                           | 0                                           | 1er AFC East                                                        | Victoire en tour de division (Texans de Houston) 41–28 Défaite en finale de conférence AFC (Ravens de Baltimore) 28-13 |
| 2013                               | 12                                          | 4                                           | 0                                           | 1er AFC East                                                        | Victoire en tour de division (Colts d'Indianapolis) 43–22 Défaite en finale de conférence AFC (@ Broncos de Denver) 26-16 |
| 2014                               | 12                                          | 4                                           | 0                                           | 1er AFC East                                                        | Victoire en tour de division (Ravens de Baltimore) 35–31 Victoire en finale de conférence AFC (Colts d'Indianapolis) 45–7 Victoire au Super Bowl XLIX (Seahawks de Seattle) 28-24                                                    |
| 2015                               | 12                                          | 4                                           | 0                                           | 1er AFC East                                                        | Victoire en tour de division (Chiefs de Kansas City) 27–20 Défaite en finale de conférence AFC (@ Broncos de Denver) 20-18 |
| 2016                               | 14                                          | 2                                           | 0                                           | 1er AFC East                                                        | Victoire en tour de division (Texans de Houston) 34–16 Victoire en finale de conférence AFC (Steelers de Pittsburgh) 36–17 Victoire au Super Bowl LI (Falcons d'Atlanta) 34ET28                                                      |
| 2017                               | 13                                          | 3                                           | 0                                           | 1er AFC East                                                        | Victoire en tour de division (Titans du Tennessee) 35–14 Victoireen finale de conférence AFC (Jaguars de Jacksonville) 24–20 Défaite au Super Bowl LII (Eagles de Philadelphie) 33-41                                                |
| 2018                               | 11                                          | 5                                           | 0                                           | 1er AFC East                                                        | Victoire en tour de division (Chargers de Los Angeles) 41–28 Victoire en finale de conférence AFC (@ Chiefs de Kansas City) 37ET31 Victoire au Super Bowl LIII (Rams de Los Angeles) 13-3                                            |
| 2019                               | 12                                          | 4                                           | 0                                           | 1er AFC East                                                        | Défaite en tour de wild card (Titans du Tennessee) (13-20) |
| 2020                               | 7                                           | 9                                           | 0                                           | 3e AFC East                                                         | -- |
| 2021                               | 10                                          | 7                                           | 0                                           | 2e AFC East                                                         | Défaite en tour de wild card (@ Bills de Buffalo) (17-47) |
| 2022                               | 8                                           | 8                                           | 0                                           | 3e AFC East                                                         | -- |
| 2023                               | 4                                           | 13                                          | 0                                           | 4e AFC East                                                         | -- |
| 2024                               | 4                                           | 13                                          | 0                                           | 4e AFC East                                                         | -- |
| 2025                               | Ne pas modifier avant la fin de saison 2025 | Ne pas modifier avant la fin de saison 2025 | Ne pas modifier avant la fin de saison 2025 | Ne pas modifier avant la fin de saison 2025                         | Ne pas modifier avant la fin de saison 2025 |
| Totaux                             | 541                                         | 433                                         | 9                                           | Saisons régulières (21 titres de division, 11 titres de conférence) | Saisons régulières (21 titres de division, 11 titres de conférence) |
| Totaux                             | 037                                         | 022                                         | -                                           | Séries éliminatoires (6 Super Bowls)                                | Séries éliminatoires (6 Super Bowls) |
| Totaux                             | 578                                         | 455                                         | 9                                           | Saisons régulières + séries éliminatoires                           | Saisons régulières + séries éliminatoires |